# Боэм, Барри
Барри Боэм (англ. Barry Boehm; 16 мая 1935, Санта-Моника, Калифорния — 20 августа 2022) — американский специалист по экономике программного обеспечения.

## Биография
Родился в 1935 году. Боэм получил степень бакалавра по математике в Гарвардском университете в 1957 году, степень магистра в 1961 году и степень доктора философии в 1964 году, как по математике.
Скончался 20 августа 2022 года.

## Работы
Область научных интересов Барри Боэма включало моделирование процесс разработки программного обеспечения архитектуры, метрики программного обеспечения и модели затрат.
В область его научных интересов также входили «Модель конструктивных затрат» (COCOMO), спиральная модель процесса разработки программного обеспечения, подход к управлению программным обеспечением.

### Стоимость программного и аппаратного обеспечения
В отчете 1973 года Боэм предсказал, что затраты на программное обеспечение превысят затраты на оборудование.
В книге Барри Боэма 1981 года «Экономика разработки программного обеспечения» описана модель конструктивных затрат (COCOMO). Он связывает усилия по разработке программного обеспечения для программы в человеко-месяцах (PM) с тысячей строк исходного кода (KSLOC).
Боэм также создал спиральную модель разработки программного обеспечения. Этот итеративный процесс разработки программного обеспечения оказал большое влияние на MBASE и экстремальное программирование .

### Усовершенствование метода Delphi
Барри Боэм усовершенствовал метод оценки включив в него больше групповых итераций, что делает его более подходящим для определённых классов задач, таких как разработка программного обеспечения. Этот вариант называется широкополосным методом Delphi.
Разработал модель возрастающих обязательств (ICM) представляет собой процесс проектирования, развития и развития систем для систем 21-го века. Типы систем охватывают широкий диапазон от систем на основе COTS до «рутинных» информационных систем, интенсивных для человека и критически важных для жизни или безопасности.
Лишь в 1998 году, после разработки ICM, Барри Боэм вместе с А. Уинсором Брауном начали концентрироваться на согласовании его с спиральной моделью и её воплощением в MBASE и последующей Lean MBASE и стали работать над созданием модели постепенных обязательств для программного обеспечения (ICMS) путем адаптации существующих инструментов поддержки.